# The Edge (película de 2010)
The Edge (en ruso: Край, romanizado: Kray) es una película dramática rusa de 2010 dirigida por Alekséi Uchítel, protagonizada por Vladímir Mashkov, Anjorka Strechel, Yulia Peresild, Serguéi Garmash, en los papeles principales y producida por los estudios cinematográficos Rock Films Studio. La película, está ambientada en Siberia justo después de la Segunda Guerra Mundial. La película fue nominada para el Globo de Oro a la Mejor Película en Lengua Extranjera en 2010 y también fue seleccionada por la Academia de Cine de Rusia para optar al Oscar a la mejor película de lengua extranjera en la 83.ª edición de los Premios Óscar, pero no fue seleccionada.

## Sinopsis
Al final de la Segunda Guerra Mundial, miles de antiguos prisioneros de guerra soviéticos, repatriados desde Alemania, fueron enviados a Siberia por Stalin para ser «reeducados». La trama de la película se desarrolla en uno de esos campos de trabajo, al borde de un denso bosque. A pesar de ser un héroe de guerra, Ignat (Vladímir Mashkov), un maquinista caído en desgracia del Ejército Rojo, es enviado al campo como castigo por destruir la locomotora más rápida de la Unión Soviética durante una carrera imprudente. Al llegar al campo, Ignat rápidamente establece una reputación de devoción por la propia locomotora de vapor del campo de trabajo. La vía férrea no va más al oeste que el campamento porque un puente fue destruido justo antes del comienzo de la guerra. Siguiendo una corazonada, Ignat sigue la línea hacia el oeste, atraviesa el río a nado en zona del puente derruido y continúa por la vía del tren. Pronto descubre una máquina de vapor abandonada atrapada en el otro lado cuando el puente se derrumbó. Dentro del tren vive una joven alemana, Elsa (Anjorka Strechel), que sobrevive de la caza y la recolección. Elsa ha estado sola durante toda la Segunda Guerra Mundial, habla con frecuencia con la vieja locomotora, llamándola «Gustav» en honor a su prometido que murió durante la guerra. Ignat y Elsa comienzan peleándose y no pueden comunicarse debido a la barrera del idioma. Finalmente, comienzan a trabajar juntos, tanto en la reparación de la máquina de vapor para que funcione como en la realización de reparaciones improvisadas en el puente destruido. Regresan al campamento con la locomotora y continúan trabajando juntos para repararla.
Elsa e Ignat quedan aislados de la gente del campamento. Ignat por su devoción a su locomotora recién encontrada (escribe su nombre "Gustav" en el motor en grandes letras rusas), y Elsa simplemente por el odio que los soviéticos procesan a los alemanes después de la guerra. Los miembros del campo llaman al comisario político (Serguéi Garmash), que llega en un tren especial. El comisario es brutal, dispara y mata a Sofía (Yulia Peresild), la esposa rusa de Ignat, a la que acusa de acostarse con los alemanes. Encierra a Elsa en un vagón adjunto a su tren y sale del campamento. Cuando Ignat se entera de que se han llevado a Elsa, persigue al comisario con «Gustav», corriendo en pistas paralelas. Más atrás, la locomotora principal del campamento, que transportaba a muchos de los miembros del campamento, también persigue al tren del comisario, enojado por la brutalidad que presenciaron. La locomotora de Ignat es más rápida y logra adelantarse al tren del comisario en una carrera de invierno por el bosque. Detiene al comisario cortándolo en una serie de puntos y lo deja inconsciente. Más tarde, el tren que llega con gran parte del personal del campamento encuentra al comisario y lo expulsan del campamento en bicicleta. La escena final muestra a Ignat y Elsa escapando en un vagón bomba de ferrocarril para comenzar una nueva vida en otro lugar de la Unión Soviética.

## Elenco
- Vladímir Mashkov como Ignat
- Anjorka Strechel como Elsa[7]
- Yulia Peresild como Sofía
- Serguéi Garmash como el mayor Fishman
- Alekséi Gorbunov como Kolivanov
- Vyacheslav Krikunov como Stepan
- Aleksandr Bashirov como Zhilkin
- Evgeniy Tkachuk como Borka
- Vladas Bagdonas como Butkus
- Anna Ukolova como Matilda
- Ruben Karapetyan como Sarkisian
- Vadim Yakovlev como Feldsher
- Axel Schrick como Haneke
- Timm Sebastian Peltner como Gustav
- Boris Lapidus como Kochegar
- Tatiana Ryabokon como Golovina
- Lyona Orlikov como Pashka
- Semión Belotserkovskiy

## Premios y nominaciones
La película ha sido galardonada con los siguientes premiosː
- Mejor dirección Alekséi Uchítel, Premio Águila de Oro, Moscú (Rusia), 2011.[9]
- Mejor Actor Vladimir Mashkov, Premio Águila de Oro, Moscú (Rusia), 2011.[9]
- Mejor Actriz Anjorka Strechel, Premio Águila de Oro, Moscú (Rusia), 2011.[9]
- Mejor Actriz de Reparto Yulia Peresild, Premio Águila de Oro, Moscú (Rusia), 2011.[9]
- Primer premio del Festival de Cine Ruso de Honfleur (Francia), 2010
- Premio del Público del Festival de Cine Ruso de Honfleur (Francia), 2010
- Premio Especial del Jurado Le festival de cinéma européen des Arcs, Les Arcs (Francia), 2010
- Premio Especial del Festival Internacional de Cine de Derechos Humanos, Moscú (Rusia), 2010
- Mejor Actriz de Reparto Yulia Peresild, Premio anual del Gremio de Historiadores de Cine y Críticos de Cine, Moscú (Rusia), 2010
- Mejor Largometraje, Premios Nika, Moscú (Rusia), 2011
- Mejor Fotografía Yuri Klimenko, Premios Nika, Moscú (Rusia), 2011
- Mejor Actor Vladímir Mashkov, Premios Nika, Moscú (Rusia), 2011
- Nominada a los Globos de Oro, en la categoría de Mejor Película en Lengua Extranjera (2010).[2]